# 18 августа
18 августа — 230-й день года (231-й в високосные годы) по григорианскому календарю.
До конца года остаётся 135 дней.
До 15 октября 1582 года — 18 августа по юлианскому календарю, с 15 октября 1582 года — 18 августа по григорианскому календарю.
В XX и XXI веках соответствует 5 августа по юлианскому календарю.

## Праздники и памятные дни
См. также: Категория:Праздники 18 августа

### Национальные
- Австралия — День ветеранов Вьетнама[источник не указан 2720 дней] (День Лонгтан)

### Профессиональные
- Азербайджан,  Казахстан — День пограничника.
- Россия — День географа.

### Религиозные
- Православие:[2][3]
  - предпразднество Преображения Господня;
  - память мученика Евсигния Антиохийского (362)[4];
  - память мученика Агапия Святогробца (1752);
  - память преподобномученика Иова Ущельского (1628);
  - память священномучеников Анфира (236) и Фавия (250), пап Римских;
  - память мученика Понтия Римлянина (ок. 257)[5];
  - память мучеников Кантидия (Кандидия), Кантидиана и Сивела, в Египте;
  - память праведной Нонны Назианзской, диаконисы, матери святителя Григория Богослова (374);
  - память священномученика Стефана Хитрова, пресвитера (1918);
  - память мучениц Евдокии Шейковой, Дарии Улыбиной, Дарии Тимагиной и Марии Неизвестной (1919);
  - память священномученика Симона (Шлеёва), епископа Уфимского (1921);
  - память священномученика Иоанна Смирнова, диакона (1939).
- Болгария — Праздник святого Иоанна Рыльского

### Именины

#### Католические
- Агапит, Флор, Лавр[6].

#### Православные
Дата дана по новому стилю:
Мужские
- Анфир — священномученик Анфир, папа Римский;
- Викентий — мученик Викентий;
- Евдокий — мученик Евдокий;
- Евсигний (Евсигней, Евстигней) — мученик Евсигний Антиохийский;
- Евфимий (Ефим) — Евфимий, патриарх Константинопольский;
- Иоанн — священномученик Иоанн (Смирнов);
- Иов — преподобный Иов Ущельский;
- Ириней (Ириний, Риний)— мученик Ириней;
- Кандидий — мученик Кантидий (Кандидий) Египетский;
- Кантидиан — мученик Кантидиан Египетский;
- Кантидий — см выше (Кандидий);
- Максимилиан — мученик Максимилиан;
- Понтий — мученик Понтий Римлянин, Кимельский;
- Сивел — мученик Сивел Египетский;
- Симон — священномученик Симон (Шлеев);
- Стефан (Степан) — священномученик Стефан (Хитров);
- Фавий (Фабий) — священномученик Фавий Римский, папа;
- Феоктист (Феоктистий, Фекстист), Фетис — Феоктист, епископ, Черниговский.

Женские
- Дария (Дарья)
  - мученица Дария (Тимолина);
  - мученица Дария (Сиушинская);
- Евдокия (Авдотья) — мученица Евдокия (Шикова);
- Мария — мученица Мария;
- Нонна (Нона) — Нонна Назианзская;
- Христина (Кристина, Христинья)— мученица Христина.

## События
См. также: Категория:События 18 августа

### До XIX века
- 293 до н. э. — основан самый древний из известных римский храм в честь богини Венеры.
- 1304 — состоялась битва при Монс-ан-Певеле между французской армией Филиппа Красивого и фламандскими повстанцами. Итогом битвы стал унизительный для Фландрии Атисский мир, заключённый в 1305 году.
- 1572 — свадьба Маргариты Валуа и Генриха Наваррского.
- 1649 — Богдан Хмельницкий заключил с поляками Зборовский договор, сузивший казачьи вольности.
- 1693 — близ Архангельска, на острове Соломбала, на Северной Двине, началось строительство первой в России судостроительной верфи[8].
- 1743 — в Або заключён мирный договор между Россией и Швецией, по которому России отошла часть Финляндии.
- 1782 — в Санкт-Петербурге открыт памятник Петру I «Медный всадник».
- 1787 — в Санкт-Петербурге состоялась первая в истории России рабочая демонстрация — 400 строителей принесли жалобу Екатерине II на своего нанимателя Долгова.

### XIX век
- 1812 — Отечественная война 1812 года: после двухдневного Смоленского сражения русские войска были вынуждены оставить город и начать отход к Москве.
- 1826 — шотландский исследователь Александр Гордон Ленг (Alexander Gordon Laing) первым из европейцев достиг древнего города Томбукту на берегу реки Нигер.
- 1845 — учреждено Русское географическое общество.
- 1859 — француз Жан Блонден перешёл по канату через Ниагарский водопад, держа на своих плечах второго акробата.
- 1860 — паровой клипер «Пластун» Российского императорского флота после взрыва порохового погреба затонул в течение двух минут; погибли 75 членов экипажа, выжили 35[9].
- 1862 — в Миннесоте (США) началась война с индейцами сиу[источник не указан 365 дней].
- 1868 — французский астроном Пьер Жансен обнаружил в солнечном спектре новый элемент — гелий.
- 1877 — американский астроном Асаф Холл открыл спутник Марса — Фобос.
- 1900 — русский инженер Константин Перский предложил слово «телевидение».

### XX век
- 1902 — побег из Лукьяновской тюрьмы девяти агентов газеты «Искра» (Н. Э. Баумана, М. М. Литвинова, О. А. Пятницкого, Л. Е. Гальперина и др.) и одного эсера.
- 1909 — мэр Токио Юкио Одзаки подарил Вашингтону 2000 вишнёвых деревьев, которые президент США Тафт решил высадить возле реки Потомак.
- 1917 — пожар в Салониках, более 70 тыс. человек лишились домов.
- 1920 — ратифицирована 19-я поправка к конституции США, предоставившая право голосовать женщинам.
- 1941 — подрыв Днепрогэса, тысячи жертв.
- 1943 — Вторая мировая война: бой при Хораниу.
- 1945
  - Советско-японская война: началась битва за остров Шумшу.
  - Комиссия по подготовке независимости Индонезии избрала первым президентом страны Сукарно, вице-президентом — Мохаммеда Хатта. Кроме того, Комиссией была принята временная конституция Индонезии.
- 1958 — в США опубликован роман Владимира Набокова «Лолита»[10].
- 1965 — Война во Вьетнаме: началась операция «Старлайт» корпуса морской пехоты США.
- 1968 — руководство стран Варшавского договора одобрило ввод войск в Чехословакию.
- 1973 — Катастрофа Ан-24 под Баку, 56 погибших.
- 1976
  - Советская станция «Луна-24» совершила посадку на поверхность Луны.
  - Инцидент в Пханмунджоме: северокорейские солдаты убили двух американских офицеров.
- 1983 — ураган «Алиша» пронёсся по Техасу; погибли 22 человека, ущерб оценён в 1 миллиард долларов.
- 1984 — в Москве открылись соревнования «Дружба-84».
- 1991 — Михаил Горбачёв взят под домашний арест в Форосе (Крым).
- 1993 — при заходе на посадку на базу ВМС США в Гуантанамо потерпел аварию самолёт Douglas DC-8-61CF компании American International Airlines, пострадали 3 члена экипажа.

### XXI век
- 2008 — Первез Мушарраф ушёл в отставку с поста президента Пакистана, который занимал с 2001 года.
- 2009 — сухогруз Arctic Sea, захваченный пиратами в Балтийском море в конце июля, освобождён ВМФ РФ[11].
- 2011 — теракты на юге Израиля.
- 2014 — Война в Донбассе: Вооружённые силы Украины начали второй штурм Иловайска.
- 2017 — теракт в Турку.

## Родились
См. также: Категория:Родившиеся 18 августа

### До XIX века
- 1685 — Брук Тейлор (ум. 1731), английский математик, именем которого назван ряд Тейлора.
- 1750 — Антонио Сальери (ум. 1825), австрийский композитор итальянского происхождения, дирижёр, педагог.
- 1793 — Жан-Антуан-Симеон Форт, французский художник.

### XIX век
- 1810 — Жюль-Жозеф Перро (ум. 1892), французский танцовщик и балетмейстер.
- 1815 — Александр Миддендорф (ум. 1894), российский естествоиспытатель, путешественник, член Петербургской Академии наук.
- 1830 — Франц Иосиф I (ум. 1916), император Австрийской империи (1848—1916) и король Венгрии (1867—1916), начавший Первую мировую войну.
- 1851 — Александр Булыгин (расстрелян в 1919), российский государственный деятель, министр внутренних дел (1905), член Госсовета.
- 1859 — Анна Анкер (ум. 1935), датская художница, представительница группы Скагенских художников.
- 1890 — Вальтер Функ (ум. 1960), немецкий журналист, экономист, президент Рейхсбанка с 1939 года.

### XX век
- 1908 — Фрол Козлов (ум. 1965), советский государственный и партийный деятель.
- 1909 — Марсель Карне (ум. 1996), французский кинорежиссёр («Набережная туманов», «Дети райка»).
- 1912 — Давид Генин (ум. 1971), советский художник-акварелист, пейзажист
- 1917 — Журахон Рахмонов (ум. в 1977), советский актёр театра и кино, заслуженный артист Узбекской ССР.
- 1918 — Александр Шелепин (ум. 1994), советский партийный и государственный деятель.
- 1921
  - Лев Дмитриев (ум. 1993), советский учёный-литературовед, исследователь древнерусской литературы.
  - Галина Короткевич (ум. 2021), актриса театра и кино, народная артистка РСФСР, участница обороны Ленинграда.
  - Лидия Литвяк (погибла в 1943), советский лётчик-истребитель, Герой Советского Союза (посмертно).
- 1922 — Ален Роб-Грийе (ум. 2008), французский писатель, кинорежиссёр («Анжелика», «Игра с огнём» и др.).
- 1925 — Брайан Олдисс (ум. 2017), английский писатель-фантаст.
- 1928 — Владимир Мельников (ум. 1993), советский конструктор вычислительной техники, академик.
- 1929 — Анатолий Кузнецов (ум. 1979), русский советский писатель-невозвращенец («Бабий Яр» и др.).
- 1931 — Олег Гончаренко (ум. 1986), конькобежец, первый в СССР чемпион мира в многоборье.
- 1933
  - Роман Полански (наст. имя Раймунд Роман Либлинг), американский кинорежиссёр, актёр, продюсер и сценарист польского происхождения («Горькая Луна», «Китайский квартал» и др.), лауреат премии «Оскар».
  - Бэла Руденко (ум. 2021), украинская певица (лирико-колоратурное сопрано), солистка Большого театра, народная артистка СССР.
  - Жюст Фонтен (ум. 2023), французский футболист, бронзовый призёр чемпионата мира (1958).
- 1936 — Роберт Редфорд, американский кинорежиссёр, актёр («Брубейкер», «Неприличное предложение» и др.), обладатель «Оскара».
- 1938 — Вадим Мулерман (ум. 2018), эстрадный певец (баритон), народный артист РСФСР.
- 1940 — Дмитрий Китаенко, дирижёр, педагог, народный артист СССР.
- 1943
  - Мартин Малл (ум. 2024), американский актёр, комик, певец и художник.
  - Джанни Ривера, итальянский футболист, чемпион Европы (1968).
- 1944 — Елена Рохо (ум. 2024), мексиканская актриса театра и кино и фотомодель.
- 1945
  - Винс Мелоуни, австралийский музыкант, в прошлом ведущий гитарист группы «Bee Gees».
  - Владимир Мигуля (ум. 1996), композитор и певец, заслуженный деятель искусств РСФСР.
- 1948 — Юрий Демич (ум. 1990), актёр театра и кино («Россия молодая», «ЧП районного масштаба» и др.).
- 1950 — Деннис Эллиотт, британский музыкант и скульптор, бывший барабанщик группы Foreigner.
- 1952 — Патрик Суэйзи (ум. 2009), американский киноактёр.
- 1957
  - Кароль Буке, французская актриса («Немо», «Бинго Бонго»), модель рекламы духов «Шанель».
  - Рон Страйкерт, австралийский гитарист, певец, автор песен, один из основателей группы Men at Work.
- 1958
  - Дидье Ориоль, французский автогонщик-раллист, чемпион мира по ралли (1994).
  - Мэделин Стоу, американская киноактриса и сценарист.
- 1962 — Фелипе Кальдерон, мексиканский политик, президент Мексики (2006—2012).
- 1964 — Энди Дерис, вокалист немецкой пауэр-метал группы Helloween.
- 1966 — Борис Крюк, деятель российского телевидения, ведущий телеигры «Что? Где? Когда?».
- 1969
  - Эдвард Нортон, американский актёр, кинорежиссёр, сценарист, лауреат премии «Золотой глобус».
  - Кристиан Слейтер, американский киноактёр, лауреат премии «Золотой глобус».
- 1971 — Патрик Андерссон, шведский футболист, призёр чемпионата мира и Европы.
- 1972 — Масахиро Накаи, японский певец, актёр и телеведущий, лидер поп-группы SMAP.
- 1975 — Кэйтлин Олсон, американская актриса и комедиантка.
- 1976
  - Михаэль Грайс, немецкий биатлонист, трёхкратный олимпийский чемпион, трёхкратный чемпион мира.
  - Дафни Дюплекс, американская актриса и фотомодель.
- 1977 — Лукаш Бауэр, чешский лыжник.
- 1980
  - Эстебан Камбьяссо, аргентинский футболист.
  - Кэти Харман, американская фотомодель и театральная актриса.
- 1982 — Элизабет Чеймберс, американская фотомодель, журналистка, телеведущая и актриса.
- 1983 — Майкл Пенниман (псевдоним Мика), британский певец и музыкант.
- 1985
  - Инге Деккер, нидерландская пловчиха, олимпийская чемпионка.
  - Брайан Руис, коста-риканский футболист.
- 1987
  - Мика Бурем, американская актриса.
  - Йоанна Енджейчик, польский боец смешанных боевых искусств.
- 1991 — Хоакин Менини, аргентинский игрок в хоккей на траве, олимпийский чемпион (2016).
- 1992 — Богдан Богданович, сербский баскетболист, призёр Олимпийских игр (2016).
- 1993 — Майя Митчелл, австралийская актриса и певица.
- 1994 — Мэделин Петш, американская актриса.
- 1997 — Ренату Саншеш, португальский футболист, чемпион Европы (2016).

### XXI век
- 2006 — Саммер Макинтош, канадская пловчиха, многократная олимпийская чемпионка и чемпионка мира.

## Скончались
См. также: Категория:Умершие 18 августа

### До XIX века
- 472 — Рицимер (р. 405), полководец, некоронованный властитель Римской империи.
- 1276 — Адриан V (в миру Оттобоне Фиески, граф Лаваньи; р. ок. 1205), 186-й Папа Римский (в 1276).
- 1503 — Александр VI (в миру Родриго Борджиа; р. 1431), 214-й Папа Римский (1492—1503).
- 1559 — Павел IV (в миру Джанпьетро Карафа; р. 1476), 223-й Папа Римский (1555—1559).
- 1620 — Ваньли (р. 1563), китайский император (1572—1620).
- 1642 — Гвидо Рени (р. 1575), итальянский живописец болонской школы.

### XIX век
- 1823 — Андре-Жак Гарнерен (р. 1769), французский аэронавт, первый парашютист.
- 1841 — Григорий Розен (р. 1782), российский командир эпохи наполеоновских войн, генерал от инфантерии, генерал-адъютант.
- 1842 — Жуан Домингуш Бонтемпу (р. 1775), португальский композитор, пианист и педагог, представитель эпохи романтизма.
- 1850 — Оноре де Бальзак (р. 1799), французский писатель, классик мировой литературы.
- 1869 — Фёдор Иноземцев (р. 1802), хирург, первым в России применивший наркоз во время операции.
- 1881 — Йозеф Лабицкий (р. 1802), чешский капельмейстер и композитор музыки для танцев.
- 1896 — Рихард Авенариус (р. 1843), швейцарский философ-идеалист, один из основоположников эмпириокритицизма.

### XX век
- 1905 — Константин Абаза (р. 1841), российский военный историк и писатель.
- 1922 — Эрнест Лависс (р. 1842), французский историк, член Французской академии.
- 1940 — Уолтер Крайслер (р. 1875), американский промышленник, основатель корпорации «Крайслер».
- 1941 — погиб Исидор Барух (р. 1910), партизан, Народный герой Югославии
- 1944
  - Гюнтер фон Клюге (р. 1882), немецкий генерал-фельдмаршал (убит).
  - Эрнст Тельман (р. 1886), председатель ЦК компартии Германии (с 1924) (расстрелян в Бухенвальде).
- 1948 — Михаил Тарханов (настоящая фамилия Москвин; р. 1877), актёр театра и кино, артист МХАТа, режиссёр, педагог, народный артист СССР.
- 1961 — Алексей Попов (р. 1892), актёр и режиссёр театра и кино, народный артист СССР.
- 1963 — Клиффорд Одетс (р. 1906), американский драматург, сценарист и режиссёр.
- 1977 — Тибор Дери (р. 1894), венгерский писатель.
- 1981 — Анита Лус (р. 1893), американская писательница и сценаристка, автор романа «Джентльмены предпочитают блондинок».
- 1983 — Антонина Богданова (р. 1904), актриса театра и кино, народная артистка РСФСР.
- 1988 — Ефим Учитель (р. 1913), оператор и режиссёр документального кино, народный артист СССР.
- 1989 — Имре Немет (р. 1917), венгерский спортсмен, метатель молота, олимпийский чемпион (1948).
- 1989 — Тамара Логинова (р. 1929), актриса театра и кино, заслуженная артистка РСФСР.
- 1990 — Беррес Фредерик Скиннер (р. 1904), американский психолог, один из крупных представителей современного бихевиоризма.
- 1992 — Джон Стерджес (р. 1910), американский кинорежиссёр и продюсер.
- 1994
  - Вазген I (в миру Левон Палчян; р. 1908), католикос всех армян (1955—1994).
  - Ричард Синг (р. 1914), английский биохимик, лауреат Нобелевской премии (1952).
- 1995
  - Дональд Биссет (р. 1910), английский детский писатель, художник, театральный актёр и режиссёр.
  - Дмитрий Шепилов (р. 1905), советский партийный и государственный деятель.

### XXI век
- 2004 — Элмер Бернстайн (р. 1922), американский композитор и дирижёр.
- 2005 — Эльза Радзиня (р. 1917), латвийская актриса театра и кино, народная артистка СССР.
- 2007 — Виктор Прокопенко (р. 1944), украинский футболист и тренер.
- 2009 — Ким Дэ Чжун (р. 1925), экс-президент Южной Кореи (1998—2003).
- 2010 — Эфраим Севела (при рожд. Ефим Драбкин; р. 1928), русский писатель, актёр, кинорежиссёр и сценарист.
- 2011 — Анатолий Савченко (р. 1924), советский и российский мультипликатор и художник-иллюстратор детских книг.
- 2018 — Кофи Аннан (р. 1938), ганский дипломат, 7-й Генеральный секретарь ООН (1997—2006).
- 2020 — Бен Кросс (р. 1947), британский актёр, режиссёр, писатель и музыкант.
- 2024
  - Борис Быстров (р. 1945), советский и российский актёр кино и дубляжа, диктор, народный артист РФ.
  - Ален Делон (р. 1935), французский актёр театра и кино, кинорежиссёр, сценарист, продюсер, лауреат премии «Сезар».

## Приметы
- Евстигней-житник.
- Принято было заклинать жнивьё, дабы нечистая сила не выгоняла с него скот.
- Обращаются на все четыре стороны света, призывают мать сыру землю.
- По Евстигнею определяется погода декабря.
- На Евстигнея едят сырой лук с хлебом, солью и квасом, отчего бывают здоровы, а лицо имеет свежий вид.
- Для очистки воздуха в комнатах развешивают связки луковиц[12].